# پیت‌بول (خواننده)
آرماندو کریستین پرز (به اسپانیایی: Armando Christian Pérez) (متولد ۱۵ ژانویه ۱۹۸۱ میامی فلوریدای آمریکا) که بیشتر با نام هنری پیت‌بول (به انگلیسی: Pitbull) شناخته می‌شود، خواننده هیپ هاپ آمریکایی، دارنده نشان افتخار ستاره مسیر پیاده‌روی مشاهیر هالیوود و برنده جایزه گرمی بهترین آلبوم لاتین سال ۲۰۱۵ است. او یکی از بهترین رپرهای تاریخ موسیقی و هیپ هاپ به‌ شمار می‌رود و به طور گسترده به عنوان بزرگترین، بهترین و تأثیرگذار ترین خواننده ها و رپر های تمام دوران شناخته میشود. وی در تاریخ ۱۵ جولای ۲۰۱۶ به پاس زحمات و فعالیت های گسترده بشر دوستانه اش و البته درخشش در عرصه موسیقی و هنر و کسب شهرت بسیار بالای جهانی، موفق به کسب نشان افتخار ستاره مسير پیاده روی مشاهیر هالیوود (hollywood walk of fame) در لوس آنجلس کالیفرنیا شد. او تا به حال موفق شده در مجموع بیش از ۱۲۵ میلیون از آثار خود را به صورت آلبوم و تک اهنگ (۱۰۰ میلیون فروش تک اهنگ و ۲۵ میلیون هم فروش آلبوم ها) به فروش برساند.
پیتبول یک آیکان و نماد سکس دانسته می‌شود و چناچه گفته شد ستاره‌ای در پیاده‌روی مشاهیر هالیوود دارد. وی کار خوانندگی خود را از سال ۲۰۰۴ به‌طور رسمی و با بیرون دادن آلبوم ام.آی.ای.ام.آی آغاز کرد. هر چند از اوایل سال ۲۰۰۱ در چندین اهنگ با لیل جان و سایر خوانندگان لاتین زبان مثل ددی یانکی همکاری کرده بود. دومین آلبوم او با نام ال ماریل در ۲۰۰۶، آلبوم سوم او بوت‌لیفت، در ۲۰۰۷ و آلبوم چهارم او با نام شورش در سال ۲۰۰۹ منتشر شد. این آلبوم شامل تک‌آهنگ می‌دونم منو می‌خوای (به انگلیسی: I Know You Want Me) بود که مدتی در رتبهٔ دوم بیلبورد هات ۱۰۰ و رتبهٔ چهارم جدول تک‌آهنگ‌های بریتانیا قرار گرفت و باعث شد پیتبول از شهرت بیشتری برخوردار شود. او برای خوانندگان مختلفی از جمله کوین رادولف، تی-پین و آشر، آهنگسازی کرده‌است. او در رده‌بندی مجلهٔ بیلبورد، در رتبهٔ ۴۵اُم بهترین هنرمندان دهه ۲۰۱۰ و رتبهٔ ۲۴اُم بهترین هنرمندان لاتین دههٔ ۲۰۱۰ قرار گرفت. پیتبول تا ماه مه ۲۰۱۹ توانسته‌است ۳۵ جایزه از جوایز موسیقی لاتین بیلبورد را به‌دست‌آورد.
مشوق اصلی او برای قدم نهادن در این عرصه لیل جان بود. همچنین وی نیز طی همکاری با اشخاصی نظیر نیر و ماهامبی، آن‌ها را به صنعت موسیقی دنیا معرفی کرد. وی در سال ۲۰۱۸ با آرش در آهنگ Goalie Goalie نیز همکاری کرده‌است. همچنین پیتبول خواننده رسمی جام جهانی فوتبال ۲۰۱۴ بوده‌است.

## زندگی و کارهای انجام‌شده
پیت‌بول در ۱۵ ژانویهٔ ۱۹۸۱در یک خانوادهٔ مهاجر کوبایی در میامیِ آمریکا متولد شده‌است. او در ۳سالگی می‌توانست که اشعار خوزه مارتی را به زبان اسپانیایی بخواند و تکرار کند.
در دوران جوانی، پدر و و مادر او از هم جدا شدند و وی بیشتر زندگی خود را با مادرش گذراند. سپس بر روی حرفه‌اش، که خوانندگی بود، تمرکز کرد.
در ۲۰۰۴، آلبوم ام.آی.ای.ام.آی را منتشر کرد که آهنگ اول آن «کولو» بود.

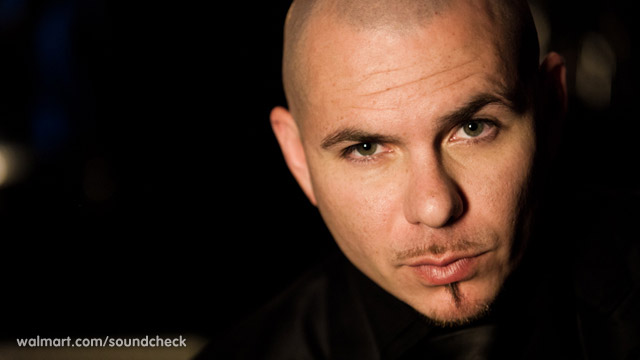
عکس پیت بول (خواننده)

این آهنگ توسط لیل جان و برادران دیاز تهیه شده‌بود که رتبهٔ ۳۲ را در آهنگ‌های خوب و رتبهٔ ۱۱ را در آهنگ‌های خوبِ رپ به خودش اختصاص داد.
از معروف‌ترین آهنگ‌های وی می‌توان به «می‌دونم منو می‌خوای I Know You Want Me»، «اونو تعطیل کن Shut It Down»، «برو دختر Go Girl»، «خدمات اتاق هتل Hotel Room Service»، «دیوانه Crazy» و «هی عزیزم Hey Baby» نام برد.
پیت‌بول با بسیاری از خوانندگان معروف، آهنگ خوانده و حتی ریمیکسهایی را درست کرده‌است که می‌توان به «دی‌جی، ما را عاشق کن DJ Got Us Fallin' in Love» به‌همراه آشر، «من اونو دوست دارم I Like It» به‌همراه انریکه ایگلسیاس و «روی صحنه On the Floor» به‌همراه جنیفر لوپز نام برد.
پیت‌بول در سال ۲۰۱۰ آلبومی تمام‌اسپانیولی با نام «آرماندو Armando» منتشر کرد که به‌خاطر این آلبوم به‌عنوان نامزد بهترین آلبوم «لاتین» قرار گرفت.

## آلبوم‌ها

### آلبوم‌های استودیویی
- M.I.A.M.I. (میامی) (۲۰۰۴)
- El Mariel (ال ماریل) (۲۰۰۶)
- The Boatlift (بوت‌لیفت) (۲۰۰۷)
- Rebelution (شورش) (۲۰۰۹)
- Armando (آرماندو) (۲۰۱۰)
- Planet Pit (سیاره پیت) (۲۰۱۱)
- Global Warming (گرمایش جهانی) (۲۰۱۲)
- Globalization (جهانی شدن) (۲۰۱۴)
- Dale (بزن بریم) (۲۰۱۵)
- Climate Change (تغییرات آب و هوا) (۲۰۱۷)
- (Libertad 548 (۲۰۱۹
- (۲۰۲۲) Timeless[۱۵]
- Trackhouse (۲۰۲۳)

### آلبوم‌های مشترک
- Money Is Still a Major Issue (پول هنوز یک مسئله مهم است) (۲۰۰۵)
- Original Hits (تعداد بازدیدها اصلی) (۲۰۱۲)
- International Takeover (تصاحب بین‌المللی) (۲۰۱۳)

## فیلم‌شناسی

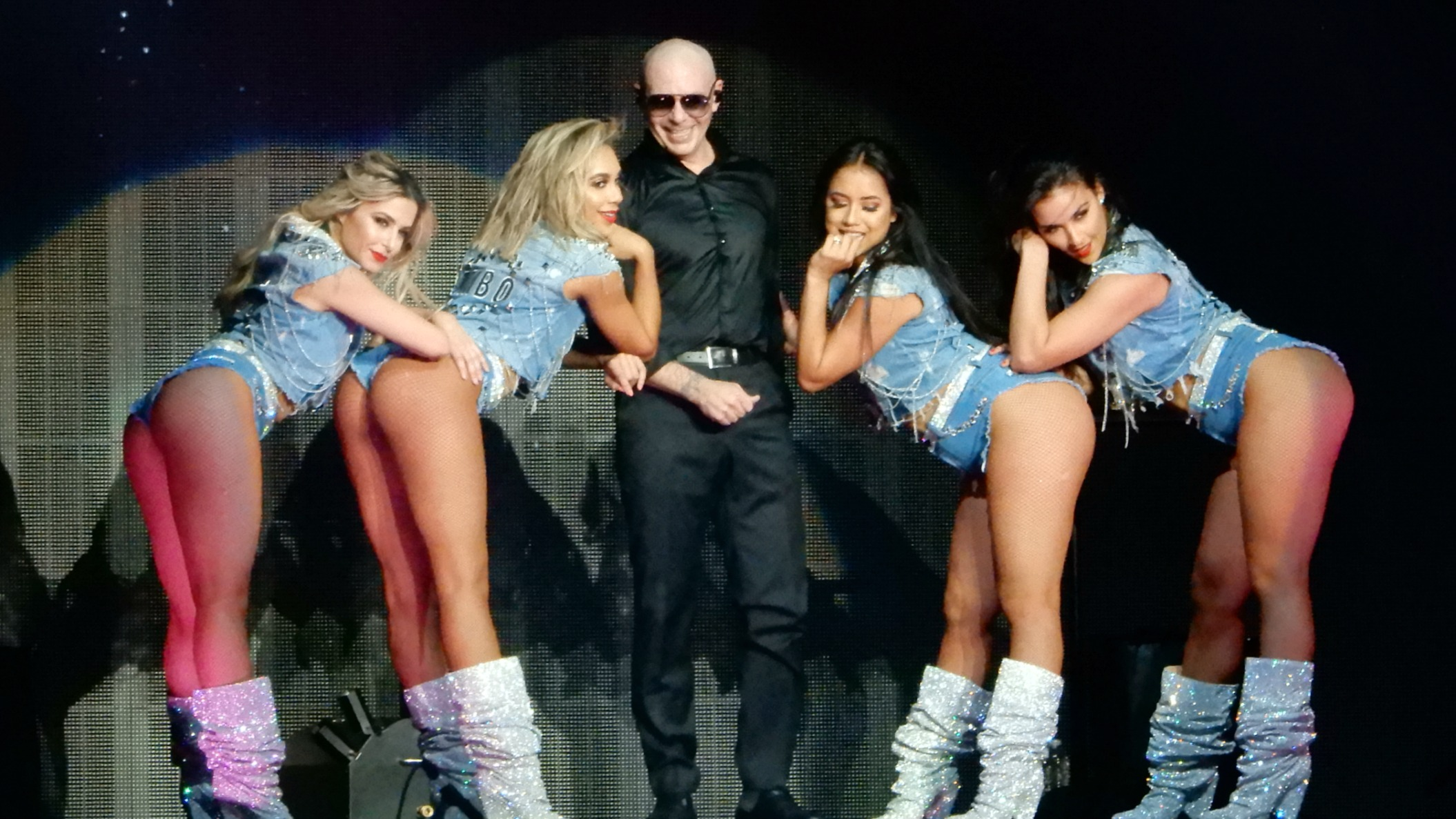
پیت‌بول در سال ۲۰۱۴ با زن های رقصنده

### فیلم‌ها
| فیلم            | فیلم                             | فیلم    | فیلم                                    |
| سال             | فیلم                             | نقش     | توضیحات                                 |
| --------------- | -------------------------------- | ------- | --------------------------------------- |
| ۲۰۱۲            | La Gasolina: Reggaeton Explosion | خودش    | مستند                                   |
| ۲۰۱۲            | پول خون                          | خودش    |                                         |
| ۲۰۱۳            | حماسه                            | بوفو    | صداپیشه                                 |
| ۲۰۱۳            | عروسک‌های زشت                     | سگ زشت  | صداپیشه                                 |
| سریال           |                                  |         |                                         |
| سال             | نام                              | نقش     | توضیحات                                 |
| ۲۰۰۷            | پانکد                            | Himself |                                         |
| ۲۰۰۷–۲۰۰۸       | La Esquina                       | Himself | 2 episodes; Executive Producer & Writer |
| ۲۰۱۲            | شارک تنک                         | Himself | Special Guest-Star                      |
| بازی‌های ویدئویی |                                  |         |                                         |
| سال             | نام                              | نقش     | توضیحات                                 |
| ۲۰۰۶            | Scarface: The World Is Yours     |         | Voice                                   |

## مراسم و جوایز
| سال  | مراسم                         | موضوع                                       | کار                                         | نتیجه    |
| ---- | ----------------------------- | ------------------------------------------- | ------------------------------------------- | -------- |
| ۲۰۰۸ | جوایز برگزیده نوجوانان        | بهترین ترانه هیپ هاپ                        | سرود                                        | برنده    |
| ۲۰۰۹ | جایزه موسیقی لاتین بیلبورد    | هنرمند دارای بیشترین دانلود دیجیتالی در سال | هنرمند دارای بیشترین دانلود دیجیتالی در سال | برنده    |
| ۲۰۰۹ | جوایز برگزیده نوجوانان        | بهترین ترانه هیپ هاپ                        | من میدونم تو منو میخوای                     | نامزدشده |
| ۲۰۱۰ | جوایز موسیقی ان آر جی         | ترانه جهانی سال                             | من میدونم تو منو میخوای                     | نامزدشده |
| ۲۰۱۰ | جوایز برگزیده نوجوانان        | بهترین هنرمند رپ                            | بهترین هنرمند رپ                            | نامزدشده |
| ۲۰۱۱ | جوایز آلما                    | هنرمند مورد علاقه سال                       | هنرمند مورد علاقه سال                       | برنده    |
| ۲۰۱۱ | جایزه موسیقی آمریکا           | هنرمند پاپ/ راک مورد علاقه                  | هنرمند پاپ/ راک مورد علاقه                  | نامزدشده |
| ۲۰۱۱ | جوایز موسیقی لاتین بیلبورد    | آهنگ ریتمیک لاتین سال                       | بون، بون                                    | نامزدشده |
| ۲۰۱۱ | جوایز موسیقی لاتین بیلبورد    | آلبوم ریتمیک لاتین سال                      | آرماندو                                     | نامزدشده |
| ۲۰۱۱ | جوایز موسیقی لاتین بیلبورد    | هنرمند ریتمیک لاتین                         | هنرمند ریتمیک لاتین                         | نامزدشده |
| ۲۰۱۱ | جایزه لاتین گرمی              | بهترین آلبوم موسیقی بومی                    | آرماندو                                     | نامزدشده |
| ۲۰۱۱ | جایزه لاتین گرمی              | بهترین ترانه بومی                           | بون، بون                                    | نامزدشده |
| ۲۰۱۱ | جوایز برگزیده نوجوانان        | بهترین ترانه هیپ هاپ                        | همه چیز را به من بده                        | نامزدشده |
| ۲۰۱۱ | جوایز موسیقی پاپ کراش         | بهترین ترانه سال                            | همه چیز را به من بده                        | نامزدشده |
| ۲۰۱۱ | جایزه موسیقی بیلبورد          | بهترین هنرمند لاتین                         | بهترین هنرمند لاتین                         | نامزدشده |
| ۲۰۱۱ | جوایز موسیقی اروپایی ام تی وی | بهترین هنرمند هیپ هاپ                       | بهترین هنرمند هیپ هاپ                       | نامزدشده |
| ۲۰۱۱ | جوایز موزیک ویدئو ام تی وی    | بهترین ویدئوی هیپ هاپ                       | همه چیز را به من بده                        | نامزدشده |
| ۲۰۱۱ | جوایز موزیک ویدئو ام تی وی    | بهترین همکاری                               | همه چیز را به من بده                        | نامزدشده |
| ۲۰۱۱ | جایزه موسیقی آمریکا           | هنرمند لاتین مورد علاقه                     | هنرمند لاتین مورد علاقه                     | نامزدشده |
| ۲۰۱۲ | جوایز برگزیده مردم            | هنرمند مورد علاقه هیپ هاپ                   | هنرمند مورد علاقه هیپ هاپ                   | نامزدشده |
| ۲۰۱۲ | جوایز موسیقی ان آر جی         | هنرمند جهانی سال                            | هنرمند جهانی سال                            | نامزدشده |
| ۲۰۱۲ | جایزه موسیقی بیلبورد          | ۱۰۰ ترانه داغ                               | همه چیز را به من بده                        | نامزدشده |
| ۲۰۱۲ | جایزه موسیقی بیلبورد          | بهترین ترانه لاتین                          | بون، بون                                    | نامزدشده |
| ۲۰۱۲ | جایزه موسیقی بیلبورد          | بهترین ترانه رپ                             | همه چیز را به من بده                        | نامزدشده |
| ۲۰۱۲ | جایزه موسیقی بیلبورد          | بهترین ترانه رادیویی                        | همه چیز را به من بده                        | برنده    |
| ۲۰۱۲ | جوایز برگزیده نوجوانان        | تک ترانه از مرد                             | همه چیز را به من بده                        | نامزدشده |
| ۲۰۱۲ | جوایز برگزیده نوجوانان        | هنرمند مرد                                  | هنرمند مرد                                  | نامزدشده |
| ۲۰۱۲ | جوایز برگزیده نوجوانان        | هنرمند آر اند بی و هیپ هاپ                  | هنرمند آر اند بی و هیپ هاپ                  | نامزدشده |
| ۲۰۱۲ | جوایز برگزیده نوجوانان        | ستاره موسیقی مرد                            | ستاره موسیقی مرد                            | نامزدشده |
| ۲۰۱۲ | جوایز موزیک ویدئوی ام تی وی   | بهترین هنرمند لاتین                         | بهترین هنرمند لاتین                         | نامزدشده |
| ۲۰۱۲ | جوایز ام جی ام                | بهترین مرد                                  | بهترین مرد                                  | نامزدشده |
| ۲۰۱۲ | جوایز آلما                    | هنرمند موسیقی مورد علاقه                    | هنرمند موسیقی مورد علاقه                    | برنده    |
| ۲۰۱۲ | جوایز موسیقی ام‌تی‌وی اروپا     | بهترین آهنگ سال                             | عشق جهانی                                   | نامزدشده |
| ۲۰۱۲ | جوایز موسیقی ام‌تی‌وی اروپا     | بهترین مرد                                  | بهترین مرد                                  | نامزدشده |
| ۲۰۱۲ | جوایز موسیقی آمریکا           | بهترین هنرمند مرد پاپ/راک                   | بهترین هنرمند مرد پاپ/راک                   | نامزدشده |
| ۲۰۱۲ | جوایز موسیقی آمریکا           | بهترین هنرمند لاتین                         | بهترین هنرمند لاتین                         | نامزدشده |
| ۲۰۱۳ | جوایز برگزیده مردم            | هنرمند مورد علاقه هیپ هاپ                   | هنرمند مورد علاقه هیپ هاپ                   | نامزدشده |
| ۲۰۱۳ | جوایز موسیقی ان ار جی         | هنرمند مرد بین‌المللی سال                    | هنرمند مرد بین‌المللی سال                    | نامزدشده |
| ۲۰۱۳ | جایزه گرمی لاتین              | بهترین آهنگ                                 | اچا پالا                                    | برنده    |
| ۲۰۱۴ | جایزه آی هارت رادیو           | بهترین آهنگ رپ                              | چوب                                         | برنده    |
| ۲۰۱۴ | جایزه موسیقی بیلبورد          | بهترین خواننده رپ                           | بهترین خواننده رپ                           | نامزدشده |
| ۲۰۱۴ | جایزه موسیقی بیلبورد          | بهترین آهنگ رپ                              | چوب                                         | برنده    |
| ۲۰۱۴ | جوایز موزیک ویدئو ام تی وی    | بهترین همکاری                               | چوب                                         | نامزدشده |
| ۲۰۱۴ | جوایز برگزیده کودکان نیکلودین | بهترین خواننده مرد                          | بهترین خواننده مرد                          | نامزدشده |
| ۲۰۱۵ | جایزه آی هارت رادیو           | بهترین همکاری                               | چوب                                         | برنده    |
| ۲۰۱۵ | جایزه گرمی                    | بهترین آلبوم لاتین                          | بزن بریم                                    | برنده    |
| ۲۰۱۶ | جایزه موسیقی بیلبورد          | بهترین خواننده سال                          | بهترین خواننده سال                          | برنده    |
| ۲۰۱۶ | جایزه موسیقی بیلبورد          | بهترین تور کنسرت سال                        | بهترین تور کنسرت سال                        | نامزدشده |
| ۲۰۱۶ | جایزه موسیقی بیلبورد          | بهترین آلبوم سال                            | بزن بریم                                    | برنده    |
| ۲۰۱۶ | جایزه آی هارت رادیو           | بهترین خواننده سال                          | بهترین خواننده سال                          | برنده    |
| ۲۰۱۷ | جایزه موسیقی بیلبورد لاتین    | بهترین خواننده سال                          | بهترین خواننده سال                          | نامزدشده |
| ۲۰۱۷ | جایزه لاتین گرمی              | بهترین ترانه سال                            | بهترین ترانه سال                            | نامزدشده |
| ۲۰۱۸ | جایزه موسیقی بیلبورد لاتین    | تور مشترک پیتبول و انریکه ایگلسیاس          | بهترین تور سال                              | برنده    |
| ۲۰۱۹ | فستیوال سن دیگو               | اسطوره موسیقی                               | اسطوره موسیقی                               | برنده    |

## آهنگ‌های معروف
- من میدونم تو منو میخوای
- بون، بون
- همه چیز را به من بده
- روی من ببار
- عشق جهانی
- مهمانی را قطع نکن
- چوب
- گلوله ی آتش
- رهایی